# キタシナヒョウ
キタシナヒョウ（北支那豹、Panthera pardus japonensis）は、中国東北部と華北地方が原産のヒョウの亜種で、野生下においては絶滅が危惧とされている。2007年現在のキタシナヒョウの野生個体数は不明であり、5年以上前の国勢調査では、約1500匹の野生のキタシナヒョウが居たと言う情報がある。動物園では全世界で約100匹ほど飼育されていると言う情報がある。

## 特徴
- キタシナヒョウは、標準的なヒョウのサイズとされている。
- キタシナヒョウの黒い斑点模様のロゼットパターンは、ジャガーのパターンに似ている。
- キタシナヒョウは他のヒョウの亜種より体毛は長い（アムールヒョウも長い）。

## 生態
生息地域においては山麓の草原や森林に生息している。 
食性は肉食でシカ、野生のヤギ、イノシシや小獣・齧歯動物などを捕食している。

## 繁殖
通常1-2月までにオス、メスがつがいとなり、発情周期は約46日続く。 妊娠したメスは、洞穴、木の洞、茂みの中などで出産する。 出産は通常2-3頭生まれるが乳児死亡率が高く1-2匹しか生き残れない。 出産後約10日で子ヒョウは目を開く。 子ヒョウの体毛は柔らかく灰色がかっている。また大人の体毛より長くより密集した傾向がある。 生後3ヵ月後頃から親(メス)ヒョウの後ろに付き狩りを開始し、12カ月(1歳)で単独で狩りもでき自立できるが、親(メス)ヒョウとは18-24ヵ月の間共に生活をする傾向がある。

## 学名
別亜種のアムールヒョウと生息地が近いため、アムールヒョウとキタシナヒョウは良く混同されているが別亜種である。 学名 (Panthera pardus japonensis) に日本の名前が入っているが日本においては生息しておらず、学名が発表された1862年は日本では江戸時代にあたり、日本と間違えて記載されたのか、日本経由で入手したのかは不明である。